# 赤塚山公園
赤塚山公園（あかつかやまこうえん）は、愛知県豊川市にある総合公園。

## 概要
1993年（平成5年）7月に、豊川市制50周年を記念して赤塚山に開設された。小規模な動物園や淡水魚水族館、花しょうぶ園、梅園などで構成されており、市民の憩いの場として親しまれている。また市外からの来園者も多く、年間約50万人が訪れる。
なお、小動物園や水族館は入場無料である。
- 開園時間：9時 - 17時
- 休園日：毎週火曜日、国民の祝日の翌日、年末年始

## 沿革
- 1993年（平成5年）7月 - 開園。
- 1995年（平成7年）7月 - 「アニアニまある」オープン。
- 1997年（平成9年）4月 - 花しょうぶ園、梅園オープン。
- 2003年（平成15年）7月 - 宮池エリア完成。

## 施設

### ぎょぎょランド
2階建ての淡水魚専門の水族館。国の天然記念物に指定されているネコギギなど豊川水系に棲む魚類・両生類に加えて、世界の熱帯魚など100種・2000匹を展示している。

### アニアニまある
ヤギやウサギ、ポニーなどを飼育しており「エサやり体験」などで直接触れ合える小動物園。

### 水の広場
噴水や水が流れる水路があって水遊びのできる広場。

### 花しょうぶ園
約100品種、5000株のハナショウブが植えられており、例年6月初旬から見頃を迎える。

### 梅園
25品種、281本のウメが植えられており、毎年2月中旬から3月中旬まで「梅まつり」が催される。

### 市民のスクエア
公園の東部にある全面人工芝の多目的広場。スポーツやイベントなどで利用できる。

### 赤塚山
公園の北側の山。標高74m。

### 弘法山
頂上には展望台があり、市内を一望できる。

### 宮池エリア（昆虫の森）
芝生広場には昆虫の形の遊具が多数設置されているほか、大型のすべり台などもあって休日には親子連れで賑わう。「昆虫広場」ではカブトムシなどの観察ができる。

## ギャラリー

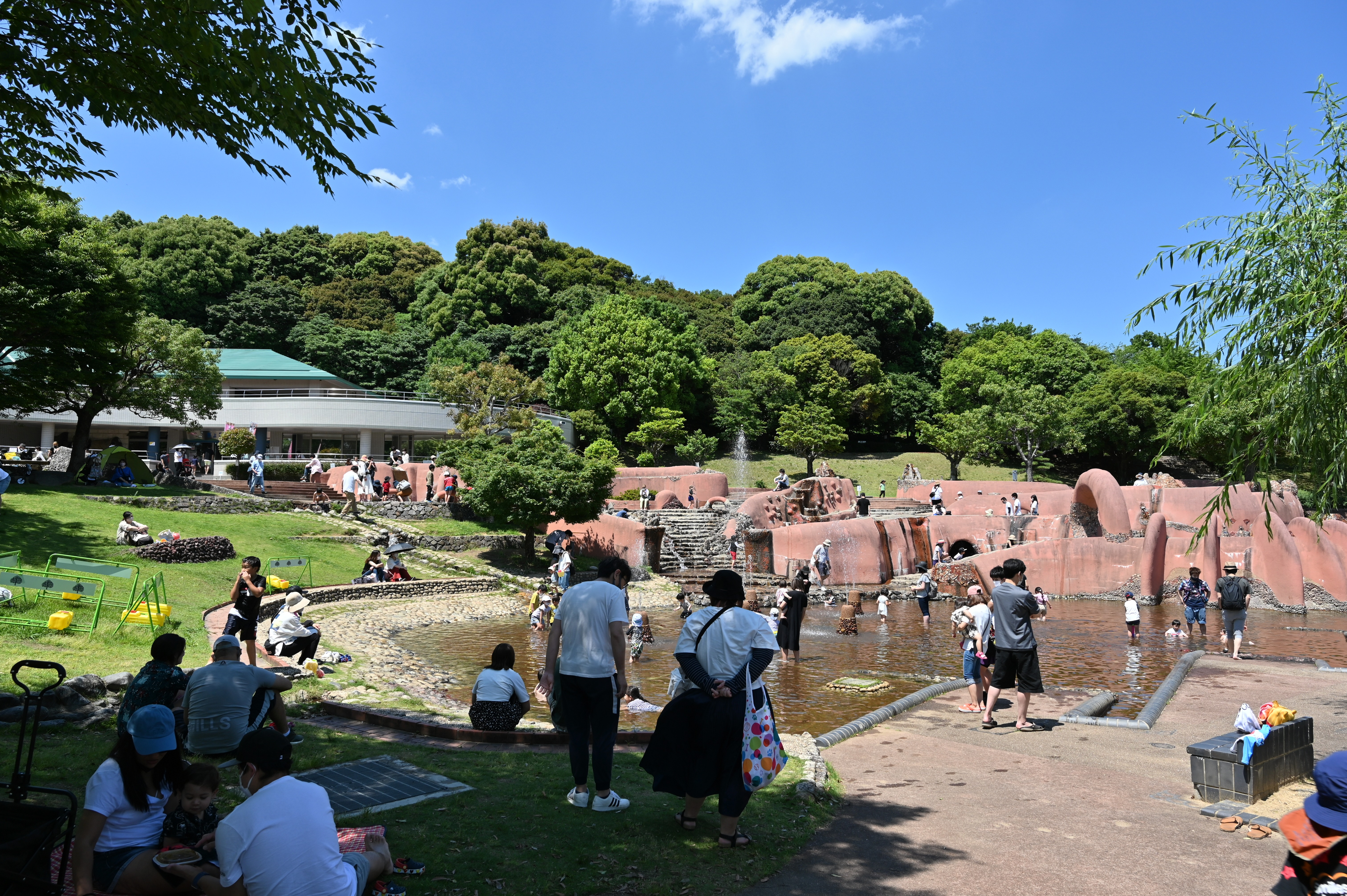
水の広場とぎょぎょランド
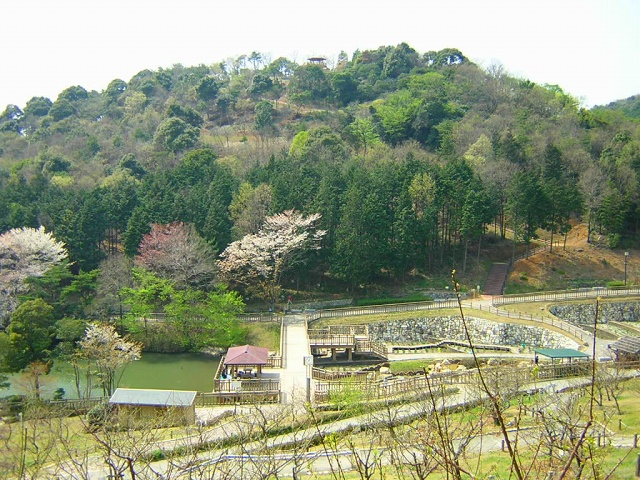
赤塚山側から見た弘法山
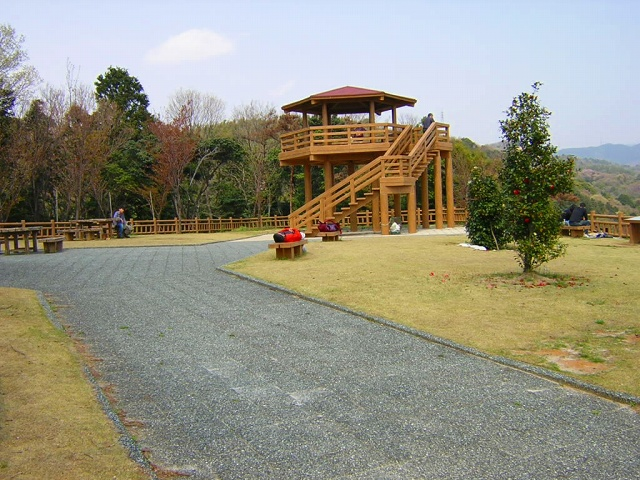
弘法山山頂の展望台
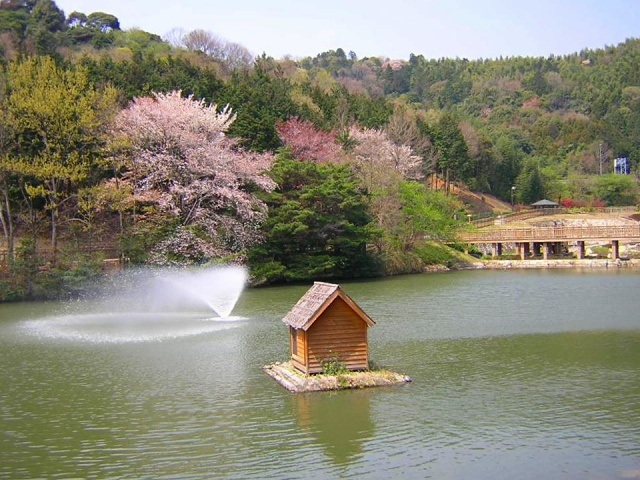
赤塚山公園
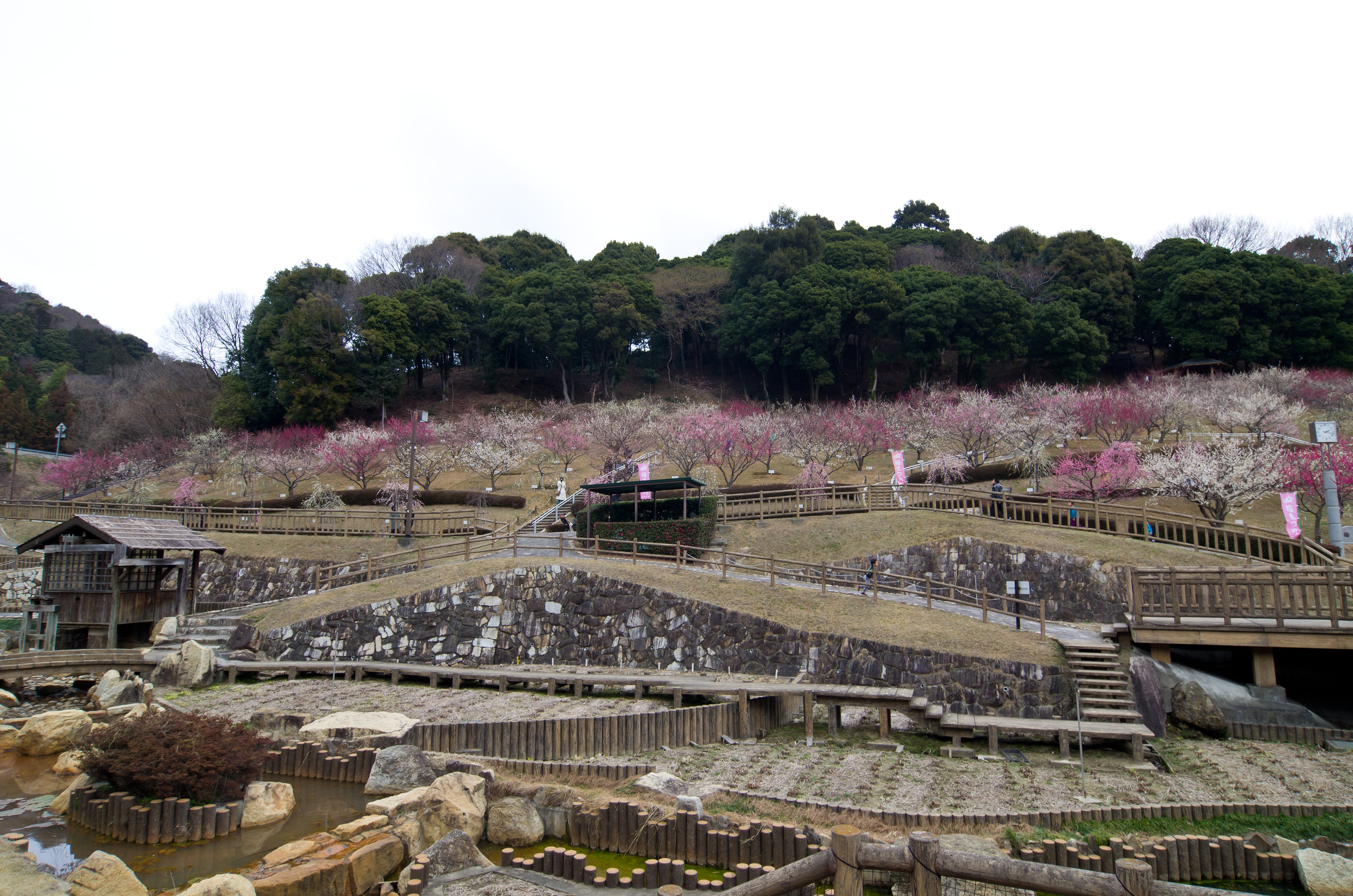
梅園と花しょうぶ園

## その他
- ペットの持ち込みは禁止されている。
- 園内は喫煙所以外では禁煙である。
- ぎょぎょランド内では、カメラのフラッシュは使用禁止である。

## 所在地
- 愛知県豊川市市田町東堤上1-30

## 交通手段
- 名鉄名古屋本線 国府駅もしくは名鉄豊川線 八幡駅（「豊川市民病院」バス停）から豊川市コミュニティバスゆうあいの里八幡線で「ぎょぎょランド①」もしくは「ぎょぎょランド②」バス停下車。